# Zuylenburgh

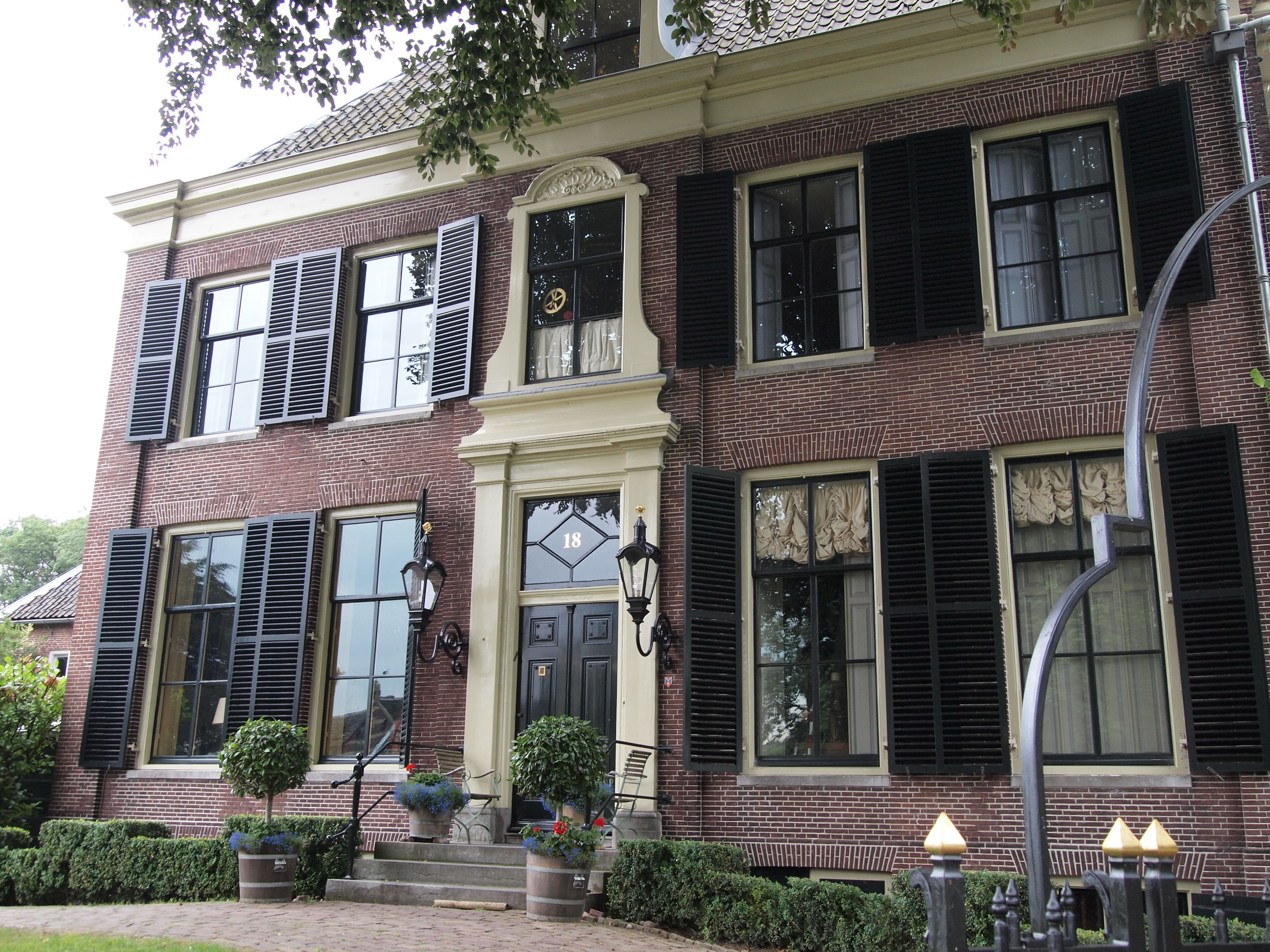
Zuylenburgh

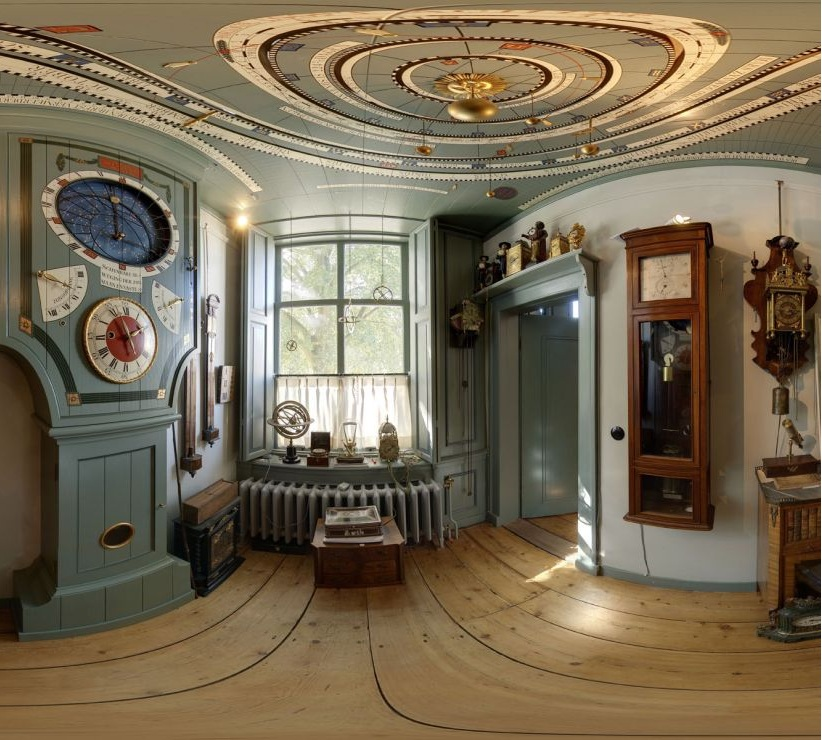
Planetarium Zuylenburgh

De buitenplaats Zuylenburgh is een rijksmonument en is gelegen in Oud-Zuilen in de Nederlandse provincie Utrecht, aan de rivier de Vecht.

## Historie
Het is niet precies bekend wie de buitenplaats Zuylenburgh bouwde en wanneer. Uit een prent uit 1719 blijkt dat er toen al een groot huis op deze plaats stond, maar kleiner dan het huidige. Het huidige pand is gebouwd door Jan Maximiliaan van Tuyll van Serooskerken, nadat hij het in 1752 kocht. Zuylenburgh heeft verschillende eigenaars gehad, waarvan 190 jaar de familie Van Tuyll van Serooskerken, eeuwenlang kasteeleigenaren van het nabijgelegen Slot Zuylen. Zij verhuurden het huis over het algemeen. Pas in 1825 wordt voor het eerst echt de naam Zuylenburgh gebruikt.

## Planetarium Zuylenburgh
In 2009 is het huis volledig gerestaureerd, waarbij het in zijn originele staat – met wat moderne aanpassingen – werd teruggebracht. Na de restauratie heeft de huidige eigenaar een planetarium in zijn huis aangebracht. Dit planetarium is het derde van zijn soort in Nederland, alleen in het huis van Eise Eisinga in Franeker is een vergelijkbaar mechanisch model te vinden. Het Planetarium Eise Eisinga diende als model voor dit planetarium. Tegenwoordig is de naam van het huis aangepast en veranderd in Planetarium Zuylenburgh. Omdat het planetarium in een particulier woonhuis is opgesteld kan het slechts op afspraak bezichtigd worden.